# Equació de Bateman
En física nuclear, l'equació de Bateman és un model matemàtic que descriu abundàncies i activitats en una cadena de desintegració en funció del temps, basant-se en les taxes de desintegració i en les abundàncies inicials. El model va ser formulat per Ernest Rutherford el 1905 i la solució analítica va ser proporcionada per Harry Bateman el 1910.
Si, en el moment {\displaystyle t}, hi ha {\displaystyle N_{i}(t)} isòtops d'àtoms {\displaystyle (i)} que es desintegren en isòtops {\displaystyle (i+1)} en una relació {\displaystyle \lambda _{i}}, l'evolució de la quantitat d'isòtops de la cadena de desintegració en k-passos és:
{\displaystyle {\begin{aligned}{\frac {dN_{1}(t)}{dt}}&=-\lambda _{1}N_{1}(t)\\[3pt]{\frac {dN_{i}(t)}{dt}}&=-\lambda _{i}N_{i}(t)+\lambda _{i-1}N_{i-1}(t)\\[3pt]{\frac {dN_{k}(t)}{dt}}&=\lambda _{k-1}N_{k-1}(t)\end{aligned}}}
(això es pot adaptar per manejar les branques de desintegració). Tot i que es pot resoldre de manera explícita per {\displaystyle (i=2)}, les fórmules es tornen ràpidament molestes per a cadenes més llargues. L'equació de Bateman és una equació mestra clàssica on només es permeten les taxes de transició d'una espècie {\displaystyle (i)} a la següent {\displaystyle (i+1)}, però mai en el sentit invers (de {\displaystyle (i+1)} a {\displaystyle (i)} està prohibit).
Bateman va trobar una fórmula explícita general per a les quantitats prenent la transformada de Laplace de les variables.
{\displaystyle N_{n}(t)=\sum _{i=1}^{n}\left[N_{i}(0)\times \left(\prod _{j=i}^{n-1}\lambda _{j}\right)\times \left(\sum _{j=i}^{n}\left({\frac {e^{-\lambda _{j}t}}{\prod _{p=i,p\neq j}^{n}(\lambda _{p}-\lambda _{j})}}\right)\right)\right]}
(aquesta fórmula també es pot ampliar amb termes d'origen, si es proporcionen externament més isòtops d'àtoms a un ritme constant).
Mentre que la fórmula de Bateman es pot implementar fàcilment en un codi informàtic, si {\displaystyle \lambda _{p}\approx \lambda _{j}} per a alguns parells d'isòtops, la cancel·lació pot conduir a errors computacionals. Per tant, també es fan servir altres mètodes com la integració numèrica o el mètode de l'exponencial d'una matriu.
Per exemple, per al cas simple d'una cadena de tres isòtops es redueix a la corresponent equació de Bateman
{\displaystyle {\begin{aligned}&A\,\xrightarrow {\lambda _{A}} \,B\,\xrightarrow {\lambda _{B}} \,C\\[4pt]&N_{B}={\frac {\lambda _{A}}{\lambda _{B}-\lambda _{A}}}N_{A_{0}}\left(e^{-\lambda _{A}t}-e^{-\lambda _{B}t}\right)\end{aligned}}}